# Огублений голосний заднього ряду високосереднього підняття
Огублений голосний заднього ряду високо-середнього підняття (англ. close-mid back rounded vowel) — один з голосних звуків, сьомий з основних голосних звуків. Інколи називається огубленим заднім високо-середнім голосним.
- У Міжнародному фонетичному алфавіті позначається як [o].
- У Розширеному фонетичному алфавіті SAM позначається також як [o].

## В українській мові
В українській мові — алофон звука [ɔ] у ненаголошеній позиції перед складом з наголошеним — [зоузуля, коужух, скелеитоун].
В українському письмі позначається літерою «о».

## Приклади
- Каталонська мова: sóc [sok] («я єсьм»).
- Естонська мова: tool [toːlʲ] («стілець»).